# Трамвај звани жеља (филм)
Трамвај звани жеља (енгл. A Streetcar Named Desire) је амерички драмски филм из 1951. године, снимљен по истоименој драми Тенесија Вилијамса. Филм је режирао Елија Казан који је режирао и оригиналну бродвејску представу, а у главним улогама су Вивијен Ли, Марлон Брандо, Ким Хантер и Карл Малден. Сви глумци су, осим Бивијен Ли, наступили и у позоришној адаптацији драме. Сценарио је потписао Вилијамс лично, али је под притиском тадашње цензуре морао да измени сценарио, избацивши из њега све алузије на хомосексуалност.

## Радња
Под неразјашњеним околностима, Бланш Дибоа, старија учитељица средње школе, оставља свој дом у Ауриолу, Мисисипи и путује у Њу Орлеанс да живи са својом сестром, Стелом Ковалски. Она стиже возом и укрцава се на трамвај под називом „Жеља” и стиже у дом њене сестре у Француској четврти где открива да њена сестра и зет, Станли Ковалски, живе у скученом и дотрајалом двособном стану у старој оронулој четврти Њу Орлеанса. Бланш је остала без породичног имања Беле Реве и жели да остане са сестром и зетом.
Од самог почетка, Бланш и Стенли су међусобно нетрпељиви. Бланш говори нежно и учтиво; Стенли је груб и гласан. Саопштава им да је као млађа била удата и да је сада удовица. Каже да је узела одсуство с посла како би смирила своје живце. Како би задовољила Стенлијев скептицизам у вези са губитком имања, Бланш му показује папире који се односе на Беле Реве. Стенли граби неке од њених личних папира које она скрива, и онда их разбацује по поду. Плачући, она их скупља све назад, рекавши да су то песме њеног преминулог мужа. Он се брани говорећи да се он само брине за своју породицу, а потом најављује да ће Стела добити дете.
Убрзо након њеног доласка, Стенли игра покер целу ноћ са својим пријатељима. На истом месту Бланш се упознаје са Мичом. Његов уљудан начин понашања га издваја од осталих Стенлијевих пријатеља. На први поглед су се свидели једно другом и то је почетак њихове романсе. Стенли експлодира и у пијаном бесу удара Стелу, и растерује све своје пријатеље око себе, након чега Бланш и Стела беже на спрат изнад код комшинице, Јунис. Када се његов бес стишао, Стенли моли Стелу да му се врати. Бланш сестри говори да је удата за погрешног човека и да га напусти, али Стела све то негира.
Како време пролази, напетост расте између Бланш и Стенлија. Бланш се нада бегу са Мичом јер не жели никоме да буде на сметњи. На ивици је менталног колапса, очекујући да је Мич запроси. Коначно, он јој каже да су потребни једно другом и да треба да буду заједно. Али Стенли, још увек скептичан, почиње да истражује њену прошлост и открива „орман пун костура”. Он открива Стели оно шта Бланш прикрива од њих, да она има лошу репутацију због душевне нестабилности и сексуалних прохтева због којих је добила отказ као учитељица у Ауриолу и практично је морала да побегне из града. Тада јој изјављује да Мич више неће долазити. Стенли је Мичу испричао све о њеној прошлости и тако саботирао њену романсу. Стела пуна беса говори Стенлију да је уништио шансе Бланш да се уда за Мича. Утом свађа престаје, пошто је рекла Стенлију да је одведе у болницу јер осећа да ће се породити.
Док Бланш чека код куће на вест о беби, Мич стиже и суочава је с причама које му је Стенли испричао. Првобитно, она све негира. Затим, ипак све признаје и у дуготрајном монологу, описује своју проблематичну прошлост. Док све то говори Мичу, њена маска јужњачке лепотице пада; глас јој постаје уморан и дубок; лице јој постаје грубље и старије. Она га моли за опроштај. Али Мич се осећа повређеним и пониженим и одбија је. Бланш почиње да вришти, а Мич затим бежи. Касније те вечери, док се Стелини трудови настављају, Стенли се враћа из болнице да се наспава, али затиче Бланш обучену у отрцаној старој хаљини и како се претвара да одлази на путовање са старим обожаваоцем. Она му се подругљиво супротставља, тврдећи има осећај супериорности над њим, и набраја приче о њеним плановима за будућност. Он види да је она у заблуди, али не осећа сажаљење према њој. Уместо тога, он тражи начин како да уништи њене илузије. Затим настаје свађа која се завршава када се она онесвести.
Седам дана касније, док је Стенли играо покер у стану, Стела и њена комшиница Јунис, пакују Бланшине ствари. Стела и Јунис су рекле Бланш да она иде на одмор; али, у стварности спремају Бланш за менталну болницу. Претрпела је потпуни нервни слом. Рекла је Стели шта се догодило, али Стела не може да поверује шта Бланш прича. Стела, очигледно под стресом не зна шта да ради. Један старији господин долази на врата; то је доктор који је дошао да одведе Бланш. Бланш га не препознаје и опире се да иде са њим; она се руши на под сва избезумљена. Мич који је био присутан на покеру, почиње да плаче. Доктор прилази и помаже Бланш да се придигне. Он јој пружа своју руку, а она добровољно одлази с њим, говорећи: „Ко год да си, ја сам увек зависила од љубазности странаца.” Док аутомобил одлази даље са Бланш, Стела узима бебу и одлази горе до стана Јунис, и каже да се више никада неће вратити Стенлију.

## Улоге
| Глумац        | Улога              |
| ------------- | ------------------ |
| Вивијен Ли    | Бланш Дибоа        |
| Марлон Брандо | Стенли Ковалски    |
| Ким Хантер    | Стела Ковалски     |
| Карл Малден   | Харолд „Мич“ Мичел |
| Руди Бонд     | Стив Хабел         |
| Ник Денис     | Пабло Гонзалез     |
| Пег Хилијас   | Јунис Хабел        |
| Рајт Кинг     | скупљач            |
| Ричард Гарик  | доктор             |

## Разлике у односу на драму и цензура
Неколико тема које је овај позоришни комад обрађивао није могао због холивудског моралног кода тога времена, да се нађе на филму, зато је Тенеси Вилијамс био присиљен, да би филм прошао строгу цензуру да промени пар сцена или су те сцене заиста биле снимљене али су у продукцији исечене, без знања режисера. Највеће одступање у односу филма на драму јесте сам крај филма. Наиме у позоришној представи, Стела тужна због тога што је своју сестру послала у менталну институцију и обузета сумњом да ју је њен муж силовао, буквално се препушта Стенлијевим миловањима. Наравно, тадашња морална холивудска политика није могла да дозволи такав крај где кривац пролази без казне. Из тог разлога је снимљена сцена, где Стела театрално изговара да се више никада неће вратити Стенлију и напушта своју кућу заувек.
Исто тако због моралних тенденција тог доба из саме адаптације драме у филм избачене су све алузије на хомосексуалност. У самој драми Бланш казује Мичу да се њен муж убио након што је сазнала да је имао хомосексуалну аферу са другим мушкарцем. Та сцена, иако снимљена, је у постпродукцији исечена из филма, остављајући нам само податак да се Бланшин муж из не баш јасног разлога убио. У то време само изговарање речи хомосексуалац доносило је забрану приказивања филма.
Године 1993. објављен је DVD у коме су убачене сцене које су прошириле филм за 3 минута. Између осталог он садржи мало провокативнији дијалог између ликова, јаснију слику да је разлог убиства Бланшиног мужа његова хомосексуалност, и увећавајући кадар Стелиног лица која бежи на спрат, након Стенлијевог шамара, који јасно приказују емоције која треба да нам рефлектују осећање жеље.

## Продукција

### Кастинг
Џесику Тенди, глумицу из бродвејске представе, заменила је Вивијен Ли, Бланш у лондонској представи. Продуценти су сматрали да је овом филму потребна звезда, а Вивијен Ли је била управо то, првенствено захваљујући улози у филму „Прохујало са вихором“. С друге стране, продуценти су сматрали да Марлон Брандо, тумач главне мушке улоге, није био довољно велика звезда за то улогу, али су на инсистирање редитеља Казана ипак ангажовали Бранда, што се показало као добар потез, будући да је Брандо одлично одиграо, а та га је улога лансирала у сам врх холивудске продукције.

### Локација и дизајн
Највећи део овог филма сниман је у холивудском студију, али су неке сцене снимане у Њу Орлеансу, од којих је најважнија сцена Бланшиног доласка. Трамвај који се види у тој сцени и данас се употребљава у саобраћају.
Елија Казан је за потребе филма уредио покретне зидове на сету, који су се из сцене у сцену током филма све више приближавали. Требало је да они најављују нервни слом главне јунакиње Бланш и њено лудило.
Брандова позната уска мајица, која је после овог филма постала модни тренд, настала је тако што је купљена обична мајица која је затим неколико пута била прана да би се материјал скупио. Уска мајица чинила је не само Марлон Бранда још сексепилнијим, већ је ускоро та врста мајци, почела и да се производи.

### Музика
Музика, коју је за тај филм компоновао Алекс Норт, била је радикално одступање од тадашњих модних трендова у Холивуду и била је базирана на манипулативности и набијена акцијом. Уместо базирања на лајтмотивима, Норт је компоновао кратке музичке делове који су рефлектовали психолошку динамику ликова. Норт је те године номинован у категорији за најбољу музику за чак два филма (осим за „Трамвај звани жеља“, те године је новим стилом компоновао музику и за филм „Продавчева смрт“)али је ипак те године Оскар отишао у руке Францу Ваксману за музику у филму „Место под сунцем“.

## Награде
- Освојени Оскари
  - Најбоља главна глумица - Вивијен Ли
  - Најбољи споредни глумац - Карл Малден
  - Најбоља споредна глумица - Ким Хантер
  -  - Ричард Деј и Џорџ Џејмс Хопкинс
- Номинације
  - Најбољи главни глумац - Марлон Брандо
  - Најбољи филм - Чарлс К. Фелдман, продуцент
  - Најбоља оригинална музика - Алекс Норт
  - Најбољи адаптирани сценарио - Тенеси Вилијамс
  - Најбоља режија - Елија Казан
  - Најбољи звук – Нејтан Левинсон
  - Најбоља фотографија - Хари Страдлинг
  - Најбољи костим – Лусинда Балард[2]